# Augustinern 80 (Quedlinburg)

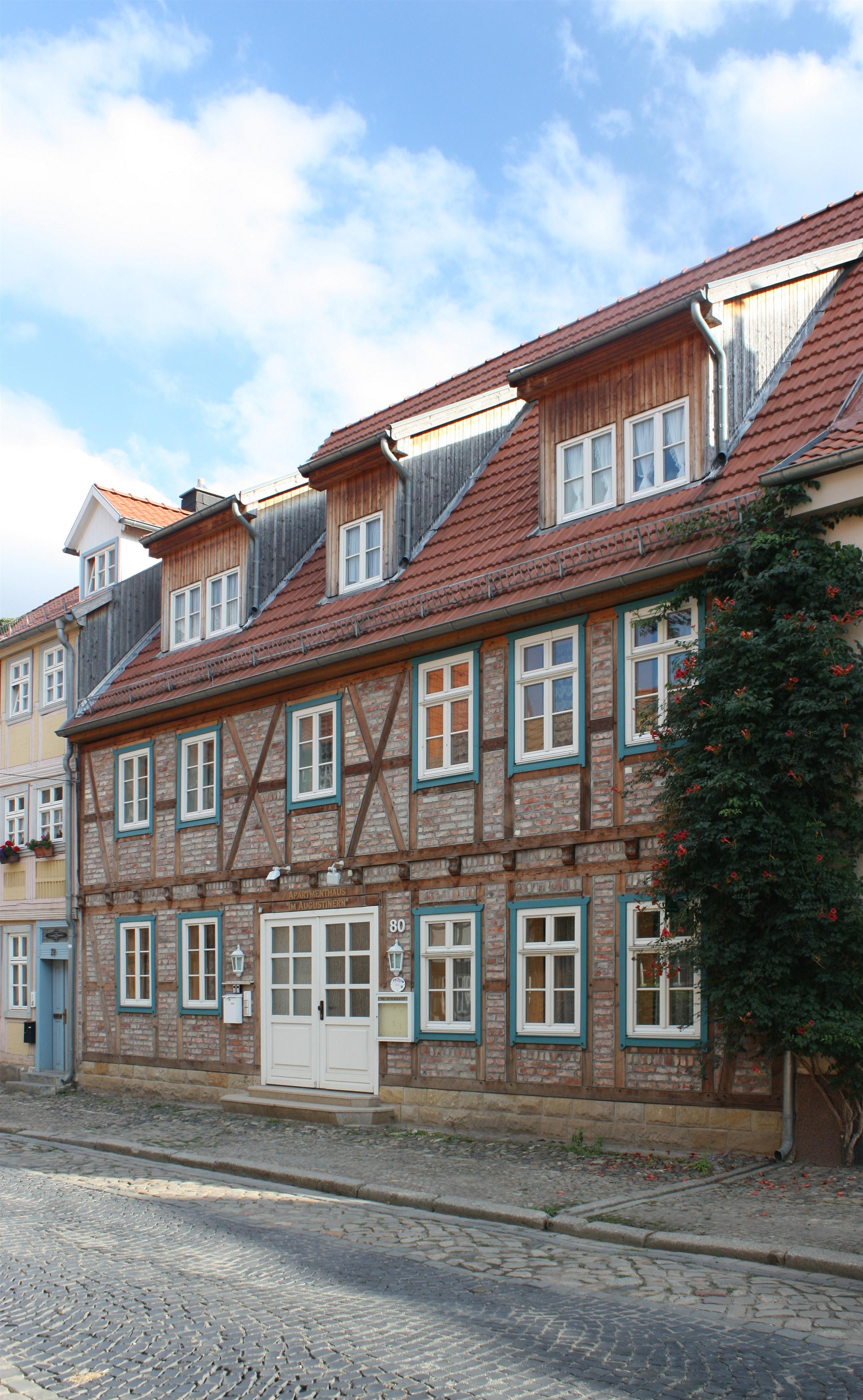
Haus Augustinern 80, im Jahr 2012

Das Haus Augustinern 80 war ein denkmalgeschütztes Gebäude in der Stadt Quedlinburg in Sachsen-Anhalt.

## Lage
Es befand sich im nördlichen Teil der historischen Quedlinburger Neustadt und gehörte zum UNESCO-Weltkulturerbe. 

## Architektur und Geschichte
Das Fachwerkhaus entstand nach einer am Gebäude befindlichen Datierung im Jahr 1797 und bestand aus zwei Gebäudeteilen. Baumeister war J.H. Sasse. Auf ihn verwies die Inschrift I.A. SASSE ZM. Die Fachwerkfassade war durch einen Ständerrhythmus, Profilbohle und die Zierausmauerung der Gefache geprägt. Der Keller des Hauses verfügte über ein Tonnengewölbe. Die Haustür des Gebäudes war im Stil des Klassizismus gestaltet. Ihr Oberlicht war neogotisch.
Hofseitig befand sich ein Speichergebäude, welches vermutlich bereits vor dem heutigen Wohnhaus, im 18. Jahrhundert, entstand. Es wurde als Ständerbau errichtet. Der Unterbau war zweigeschossig, der obere Stock kragte vor. In der Fachwerkfassade befand sich ein Andreaskreuz. Die Gefache waren mit Ziegeln und Bruchsteinen ausgemauert.
Auf dem Hof des Anwesens befindet sich der runde Schacht eines Ziehbrunnens.
Das heutige Haus wird heute als Apartmenthaus genutzt.
Im Denkmalverzeichnis des Landes Sachsen-Anhalt war der Ackerbürgerhof als Baudenkmal eingetragen. Nach dem Abbruch der historischen Bebauung erfolgte die Streichung aus dem Denkmalverzeichnis im Jahr 2023.